# Jarnó József
Jarnó József, Jarno, született: Kohner (Budapest, 1904. május 5. – Bejrút, Libanon, 1934. november 3.) költő, író, műfordító, újságíró.

## Életútja
Jarnó Miksa és Haslinger Gizella fia. Kohner családi nevét 1920-ban változtatta Jarnóra. 1922-től a Kassai Napló munkatársa volt 1927-ig, ezután Pozsonyban dolgozott. 1924-ben megválasztotta elnökévé a Kassai Renaissance Kultúregyesület irodalmi szakosztálya, egyúttal a Renaissance Könyvtár vezetője volt. 1927-ben Mikszáth-díjjal jutalmazták. Mint a Couburg cég üzletkötője ment ki Libanonba, ahol váratlanul érte a halál.
Magyar nyelvre fordította többek közt Baudelaire, Émile Verhaeren, Walt Whitman, Ernst Toller és mások verseit. Német nyelven is megjelentek művei. 1927. január 7-én Kassán feleségül vette Fodor Máriát, Fodor Jakab és Weiser Margit leányát.

## Művei
- Prometheus (versek, Kassa, 1926)
- Szakadó kötelek (Kassa, 1926)
- Önarckép (versek, Kassa; 1927)
- Börtön (regény, Budapest, 1927)
- A gyár (regény, Bécs, 1928)
- Magyar miniatűrök (elbeszélések, Kassa, 1931)